# 朗蒂涅
朗蒂涅（法語：Lantignié，法語發音：[lɑ̃tiɲe]）是法国罗讷省的一个市镇，属于索恩河畔自由城区。

## 地理
朗蒂涅（46°8'50"N, 4°37'24"E）面积7.4 平方千米，位于法国奥弗涅-罗讷-阿尔卑斯大区罗讷省，该省份为法国中东部省份，北起顺时针与索恩-卢瓦尔省、安省、里昂大都会、伊泽尔省和卢瓦尔省接壤。
与朗蒂涅接壤的市镇（或旧市镇、城区）包括：博若莱地区坎谢、雷涅-迪雷特、博热、德格罗讷。

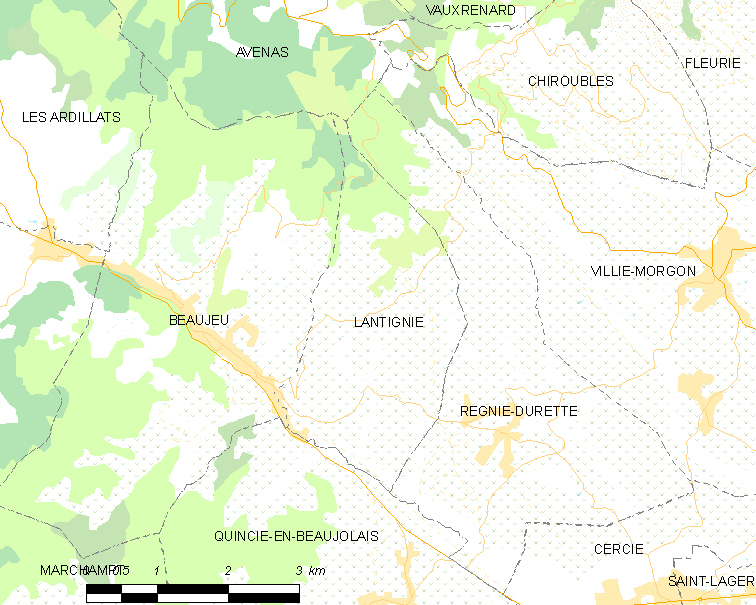
朗蒂涅的OSM定位图

朗蒂涅的时区为UTC+01:00、UTC+02:00（夏令时）。

## 行政
朗蒂涅的邮政编码为69430，INSEE市镇编码为69109。

## 政治
朗蒂涅所属的省级选区为博若莱地区贝尔维尔县。

## 人口

1962-2008年间朗蒂涅人口变化图示

朗蒂涅于2022年1月1日时的人口数量为851人。